# Harald Kislinger

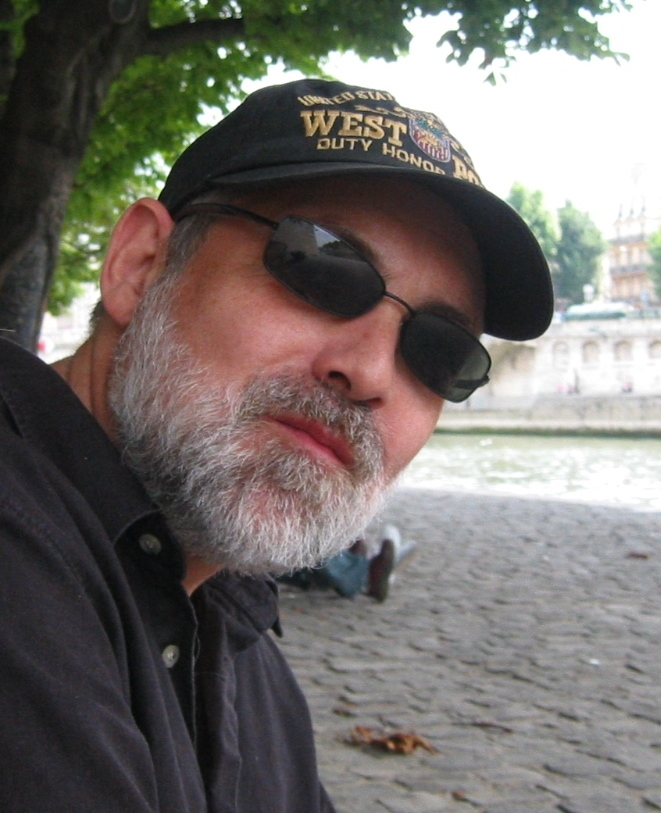
Harald Kislinger 2006 in Paris

Harald Kislinger (* 6. März 1958 in Linz) ist ein österreichischer Schriftsteller und Dramatiker.

## Leben
Harald Kislinger gilt als Wegbereiter einer neuen gewaltsprachigen Generation von Dramatikern in den 1980er und 90er Jahren. Anfang der 90er-Jahre gehörte er zusammen mit Werner Schwab und Marlene Streeruwitz der neuen „österreichischen Welle“ von Dramatikern an und wurde vom deutschen Feuilleton als „hereinbrechendes Naturereignis“ gefeiert. Er ist Autor zahlreicher Theaterstücke, Hörspiele und Erzählungen. Uraufführungen fanden unter anderem am Wiener Burgtheater, im Residenztheater München, im Wiener Schauspielhaus und im Royal Court Theatre London statt.
Neben vielen anderen Preisen erhielt er 1995 für Höllenschlund die höchstdotierte deutsche Dramatikerauszeichnung, den Else-Lasker-Schüler-Dramatikerpreis. In der Saison 1991/92 war er der meisturaufgeführte Dramatiker deutscher Sprache. Harald Kislinger lebt in Wien.
Im Frühjahr 2018 erwarb das Stifterhaus in Linz den Vorlass von Harald Kislinger.

## Rezeption
„In der Spielzeit 1991/2 wird Kislinger mit fünf Stücken zum meist uraufgeführten Autor der Saison. Gleichzeitig mit Werner Schwab und Marlene Streeruwitz brechen seine Texte wie ein Naturereignis herein über eine eher lethargische Theaterlandschaft und setzen grell auftrumphende Akzente. Wüst, grell, deformiert – so zeigt sich sein Theater – ein Theater aus Wut und Schmerz über den Zustand der Welt. Die Stoffe sind oft belanglose Normalfälle, Material für Sozialreportagen. Doch aus dem Abbildungsrealismus wird der Absprung gesucht in den monströsen Alptraum. Doch nicht mehr der Mensch im Konflikt mit der Gesellschaft ist hier Thema, sondern der Mensch selbst wird sich zum Schrecken, taumelt durch Alpträume, durch Horror-Erfahrungen.“

„Charakteristisch ist Kislingers bilderreiche Sprache, auffallend seine vielen Worterfindungen. „Die Realität ist nur mehr als Groteske erfahrbar“, heißt es programmatisch in seinem Vorwort zu HEIMATSTÖHNEN, in dem Kislinger die Groteske zur zeitgemäßen dramatischen Form für Gesellschafts- und Sozialkritik erklärt. Seine Stücke stellen zwar Wirklichkeit nach, zeigen soziale Mißstände, legen seelische Deformationen bloß, aber das wahrhaft Merk-Würdige an ihnen ist ihre Sprache.“

## Werke

### Theaterstücke
- Television  (Uraufführung 1979)
- Kalt und warm (Uraufführung 1980)
- Television II (Uraufführung 1980)
- Die Steinheiligen (Uraufführung 1986)
- Ersticken (Uraufführung 1987)
- Der Donaufürst (Uraufführung 1989)
- Steinigung einer nackten Frau (Uraufführung 1991)
- A liebs Kind (Uraufführung 1992)
- Vom Fleischhacken und Liebhaben (Uraufführung 1992)
- Vollblutstars (Uraufführung 1992)
- Heimatstöhnen (Uraufführung 1992)
- Moldaublick (Uraufführung 1992)
- Paarungsmordung (Uraufführung 1993)
- Höllenschlund (Uraufführung 1995)
- Jägerstätter – der bekannteste Selbstmörder Oberösterreichs (Uraufführung 1995)
- Die Axt im Bischofsrücken (Uraufführung 1996)
- CoverVersungMacbeth (Uraufführung 1999)
- Neger (Uraufführung 2001)
- Meine Mama, mein Temelin (Uraufführung 2002)
- Edward Hopper oder der Hygieneabstand (DRAMA @ HOME Mikrodramen, S.Fischer 2020)[3]

### Libretto
- Geschnitzte Heiligkeit. Anton Bruckner und die Frauen (zur Peter-Androsch-Oper, Internationales Brucknerfest Linz 1996)

### Hörspiele
- 1977: Yesterday – Regie: Ferry Bauer (ORF Oberösterreich)
- 1983: Oma (ORF)
- 1986: Die Mühlviertler – Regie: Götz Fritsch (ORF Wien)
- 1994: Ersticken – Regie: Beatrix Ackers (DLR)
- 2002: Die Verbindung – Regie: Harald Krewer (ORF)
- 2004: Naxos Naxos Naxos Rap (ORF)

### Publikationen

#### Prosa
- Die Biedermeiertherapie. Bibliothek der Provinz, Weitra 1998, ISBN 3-85252-263-3.
- Sambs Erscheinen. Residenz Verlag, Salzburg 2001, ISBN 3-7017-1234-4.

#### Stücke
- Heimatstöhnen. In: Theater Theater. Aktuelle Stücke 1. Fischer-Taschenbuch-Verlag 1991, ISBN 3-596-10717-2.
- Höllenschlund. In: Theater Theater. Aktuelle Stücke 4. Fischer-Taschenbuch-Verlag 1994, ISBN 3-596-12189-2
- Die Qualverwandtschaften. In: Theater Theater. Aktuelle Stücke 7. Fischer-Taschenbuch-Verlag 1997, ISBN 3-596-13717-9.

## Auszeichnungen
- 1977 ORF Hörspielpreis für junge Autoren.
- 1991 Prosapreis der Dr. Ernst-Koref-Stiftung in Linz.
- 1995 Else Lasker-Schüler-Dramatikerpreis des Pfalztheaters Kaiserslautern für Höllenschlund.
- 8-mal Österreichisches Staatsstipendium für Dramatik in der Zeitspanne 1983–1998.
- 2-mal Werkzuschuss der Literar-Mechana (1990, 1997).